# Xanthocnemis zealandica
Xanthocnemis zealandica – gatunek ważki z rodziny łątkowatych (Coenagrionidae). Endemit Nowej Zelandii; występuje na większości obszaru Wyspy Północnej i Południowej oraz na wyspie Stewart.